# Goya (departamento)
Goya é um departamento da província de Corrientes. Possuía, em 2019, 97.658 habitantes.